# Fibra de basalto
A fibra de basalto provém do tratamento da rocha basáltica, composta por minerais como plagioclase, piroxênio e olivina. Produto derivado do processo de fundição do próprio basalto (ingrediente único utilizado para a produção da fibra), a fibra de basalto é superior a outras fibras existentes relativamente a estabilidade térmica, isolamento do calor e do som, resistência a vibrações, durabilidade e leveza, ou seja, de uma forma sucinta, pode-se afirmar que a fibra de basalto é um tipo de fibra com melhores prestações quanto a propriedades físico-mecânicas.

## Utilização
As suas aplicações vão desde material têxtil à prova de fogo (empregue na tecnologia aeroespacial e na indústria automobilística) a material compósito usado para a produção de tripés de todo o tipo, dada a sua elevada resistência e leveza.
Ela também pode ser usada no reforço de estruturas civis (edificações) e obras de arte (pontes, viadutos, etc.) pela sua maleabilidade e fácil aplicação, aliado as suas características mecânicas diferenciadas.

## Outros factos
A fibra de basalto é substancialmente mais barata em termos de produção que a fibra de carbono o que lhe confere um preço de venda menor que o valor pretendido pela fibra de carbono.